# Tereza Mihalíková
Tereza Mihalíková, née le 2 juin 1998 à Topoľčany, est une joueuse de tennis slovaque.

## Carrière
Après avoir été finaliste en double junior de l'US Open 2014, associée à la Biélorusse Vera Lapko, elle remporte le tournoi junior de l'Open d'Australie 2015 en dominant en finale la Britannique Katie Swan. Elle atteint à nouveau la finale d'un tournoi junior du Grand Chelem en double au tournoi de Wimbledon 2015. En 2016, elle est battue en finale du simple filles de l'Open d'Australie et y remporte le double filles avec Anna Kalinskaya.

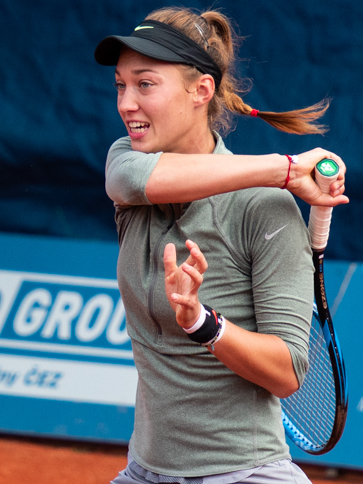
Tereza Mihalíková à Prague en 2019.

## Palmarès

### Titres en double dames
| No | Date       | Nom et lieu du tournoi               | Catégorie | Dotation    | Surface      | Partenaire      | Finalistes                        | Score             |          |
| -- | ---------- | ------------------------------------ | --------- | ----------- | ------------ | --------------- | --------------------------------- | ----------------- | -------- |
| 1  | 13-09-2021 | Zavarovalnica Sava Portorož Portorož | WTA 250   | 235 238 $   | Dur (ext.)   | Anna Kalinskaya | Aleksandra Krunić Lesley Kerkhove | 4-6, 6-2, [12-10] | Parcours |
| 2  | 16-06-2025 | Berlin Tennis Open Berlin            | WTA 500   | 1 064 510 $ | Gazon (ext.) | Olivia Nicholls | Sara Errani Jasmine Paolini       | 4-6, 6-2, [10-6]  | Parcours |

### Finales en double dames
| No | Date       | Nom et lieu du tournoi               | Catégorie | Dotation    | Surface      | Vainqueures                     | Partenaire          | Score     |          |
| -- | ---------- | ------------------------------------ | --------- | ----------- | ------------ | ------------------------------- | ------------------- | --------- | -------- |
| 1  | 12-09-2022 | Zavarovalnica Sava Portorož Portorož | WTA 250   | 251 750 $   | Dur (ext.)   | Marta Kostyuk Tereza Martincová | Cristina Bucșa      | 6-4, 6-0  | Parcours |
| 2  | 12-06-2023 | Libema Open Bois-le-Duc              | WTA 250   | 259 303 $   | Gazon (ext.) | Shuko Aoyama Ena Shibahara      | Viktória Hrunčáková | 6-3, 6-3  | Parcours |
| 3  | 05-02-2024 | Transylvania Open Cluj-Napoca        | WTA 250   | 267 082 $   | Dur (int.)   | Caty McNally Asia Muhammad      | Harriet Dart        | 6-3, 6-4  | Parcours |
| 4  | 10-06-2024 | Libema Open Bois-le-Duc              | WTA 250   | 267 082 $   | Gazon (ext.) | Ingrid Neel Bibiane Schoofs     | Olivia Nicholls     | 7-66, 6-3 | Parcours |
| 5  | 05-03-2025 | BNP Paribas Open Indian Wells        | WTA 1000  | 8 963 700 $ | Dur (ext.)   | Asia Muhammad Demi Schuurs      | Olivia Nicholls     | 6-2, 7-64 | Parcours |

### Titres en double en WTA 125
| No | Date       | Nom et lieu du tournoi          | Catégorie | Dotation  | Surface      | Partenaire      | Finalistes                       | Score            |          |
| -- | ---------- | ------------------------------- | --------- | --------- | ------------ | --------------- | -------------------------------- | ---------------- | -------- |
| 1  | 06-12-2021 | Open Angers Arena Loire Angers  | WTA 125   | 115 000 $ | Dur (int.)   | Greet Minnen    | Monica Niculescu Vera Zvonareva  | 4-6, 6-1, [10-8] | Parcours |
| 2  | 04-07-2022 | Grand Est Open 88 Contrexéville | WTA 125   | 115 000 $ | Terre (ext.) | Ulrikke Eikeri  | Han Xinyun Alexandra Panova      | 7-68, 6-2        | Parcours |
| 3  | 24-10-2022 | Abierto Tampico Tampico         | WTA 125   | 115 000 $ | Dur (ext.)   | Aldila Sutjiadi | Ashlyn Krueger Elizabeth Mandlik | 7-5, 6-2         | Parcours |

### Finales en double en WTA 125
| No | Date       | Nom et lieu du tournoi                | Catégorie | Dotation  | Surface      | Vainqueures                     | Partenaire         | Score             |          |
| -- | ---------- | ------------------------------------- | --------- | --------- | ------------ | ------------------------------- | ------------------ | ----------------- | -------- |
| 1  | 07-06-2021 | Croatia Bol Open Bol                  | WTA 125   | 115 000 $ | Terre (ext.) | Aliona Bolsova Katarzyna Kawa   | Ekaterine Gorgodze | 6-1, 4-6, [10-6]  | Parcours |
| 2  | 05-07-2021 | Nordea Open Båstad                    | WTA 125   | 115 000 $ | Terre (ext.) | Mirjam Björklund Leonie Küng    | Kamilla Rakhimova  | 5-7, 6-3, [10-5]  | Parcours |
| 3  | 11-03-2024 | Fifth Third Charleston 125 Charleston | WTA 125   | 115 000 $ | Dur (ext.)   | Olivia Gadecki Olivia Nicholls  | Sara Errani        | 6-2, 6-1          | Parcours |
| 4  | 12-05-2025 | Trophée Clarins Paris                 | WTA 125   | 115 000 $ | Terre (ext.) | Irina Khromacheva Fanny Stollár | Olivia Nicholls    | 4-6, 7-65, [10-5] | Parcours |

## Parcours en Grand Chelem

### En simple dames
| Année | Open d'Australie | Open d'Australie | Internationaux de France | Internationaux de France | Wimbledon | Wimbledon | US Open | US Open |
| ----- | ---------------- | ---------------- | ------------------------ | ------------------------ | --------- | --------- | ------- | ------- |
| 2016  | Q1               | Stefanie Vögele  | —                        | —                        | —         | —         | —       | —       |

N.B. : à droite du résultat se trouve le nom de l'ultime adversaire.

### En double dames
| 2022 | —                                                                                     | —                                                                                     | 1er tour (1/32) K. Kawa \|\| style="text-align:left;" \| M. Zanevska K. Zimmermann   | 2e tour (1/16) M. Bouzková \|\| style="text-align:left;" \| D. Collins D. Krawczyk    | 2e tour (1/16) A. Sasnovich \|\| style="text-align:left;" \| M. Kostyuk Zhang S. |
| 2023 | 1/8 de finale A. Sasnovich \|\| style="text-align:left;" \| D. Krawczyk D. Schuurs    | 1er tour (1/32) K. Kanepi \|\| style="text-align:left;" \| V. Azarenka B. Haddad Maia | 1/8 de finale V. Hrunčáková \|\| style="text-align:left;" \| N. Bains M. Lumsden     | 1er tour (1/32) Xu Y. \|\| style="text-align:left;" \| B. Strýcová M. Vondroušová     |                                                                                  |
| 2024 | 1er tour (1/32) Xu Y. \|\| style="text-align:left;" \| B. Haddad Maia T. Townsend     | 2e tour (1/16) L. Nosková \|\| style="text-align:left;" \| B. Krejčíková L. Siegemund | 1/8 de finale O. Nicholls \|\| style="text-align:left;" \| L. Kichenok J. Ostapenko  | 1/8 de finale O. Nicholls \|\| style="text-align:left;" \| A. Danilina I. Khromacheva |                                                                                  |
| 2025 | 1er tour (1/32) O. Nicholls \|\| style="text-align:left;" \| Hsieh S.-w. J. Ostapenko | 1/8 de finale O. Nicholls \|\| style="text-align:left;" \| O. Danilović A. Potapova   | 1er tour (1/32) O. Nicholls \|\| style="text-align:left;" \| K. Rakhimova A. Sisková |                                                                                       |                                                                                  |

N.B. : le nom de la partenaire se trouve sous le résultat ; les noms des ultimes adversaires se trouvent à droite.

### En double mixte
| 2025 | — | — | 1er tour (1/16) J. Salisbury \|\| style="text-align:left;" \| E. Routliffe M. Venus | 2e tour (1/8) S. González \|\| style="text-align:left;" \| K. Siniaková S. Verbeek | — | — |

N.B. : le nom de la partenaire se trouve sous le résultat ; les noms des ultimes adversaires se trouvent à droite.

## Classements WTA en fin de saison
| Année          | 2015 | 2016 | 2017 | 2018 | 2019 | 2020 | 2021 | 2022 | 2023 | 2024 |
| Rang en simple | 554  | 436  | 461  | 397  | 422  | 559  | 617  | 984  | 1057 | –    |
| Rang en double | 546  | 249  | 366  | 206  | 206  | 190  | 109  | 48   | 54   | 42   |

Source : (en) Classements de Tereza Mihalíková sur le site officiel de la Fédération internationale de tennis